# 間冰期

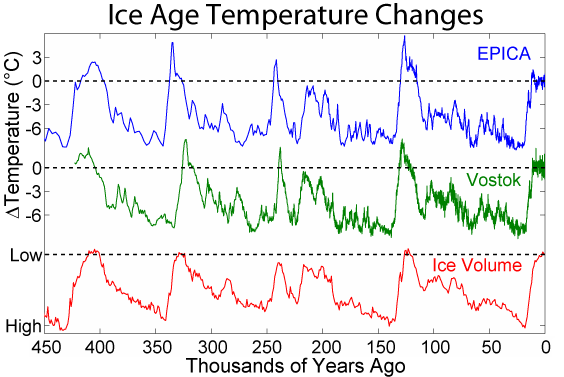
最近冰期及間冰期的氣溫及冰體積改變的關係。

間冰期（英語：interglacial）是於一个冰河時期内部，分隔開相邻冰期的一段地質時代。间冰期全球平均氣溫較溫暖。全新世的間冰期由1.14萬年前的更新世末開始，一直延續到現在。

## 更新世間冰期
於更新世的250萬年間的冰河时期，在北美洲及歐洲每4-10萬年就出現一次冰期，大陸冰盖向赤道大幅前進。其特点是冰期持续7-8万年，而间冰期短暂，仅2-3万年。
在間冰期間，包括現在我們身處的时段，氣候溫暖與現今無異，凍土層向兩極收縮，這些地方變成森林。傳統上，以陸地及陸緣海的古生物學就可以確定間冰期。植物及動物遺骸都積聚在溫帶，可以顯示出特定的間冰期。主要考察的是哺乳動物及軟體動物、花粉及植物微遺骸（種子及果實）。其他的化石遺骸也可以提供資料，如昆蟲、介形亞綱、有孔蟲門、矽藻等。冰核及海洋沉積岩心都能提供溫度及總冰量的更多量化及有年期的證據。
間冰期是地質勘察的有效工具，人類學家也可以利用間冰期來測定人科化石的年代。
冰期內部一段較溫和氣候的時期稱為間冰段（interstadial）。类似的，间冰期内的一段较短的低温干燥的时段称为冰段（stadial），例如16世纪到19世纪的小冰期就是全新世间冰期中的一次冰段。

## 間冰適宜期
間冰適宜期是於間冰期內出現宜人氣候的時期，一般都是在間冰期中段出現，期後會出現稍差的氣候。於間冰適宜期內，海平面會上升至最高點。
於全新世的4冰期，適宜期出現於亞北方期（5000-2500年前）及大西洋期（8000-5000年前）。現今的氣候環境已經過了適宜期，但仍在同一間冰期之內。
對上一次間冰適宜期於更新世晚期的伊緬期出現，約為13.1-11.4萬年前。在伊緬期，適宜期是於花粉時期E4的典型地區（荷蘭的阿默斯福特）出現。在地區內會出現櫟屬、榛屬、紅豆杉屬、榆樹、梣屬、鵝耳櫪及雲杉屬的擴展。於伊緬期，海平面比現今高出8米，北海的水溫亦高出2℃。